# Красношапочный корольковый манакин

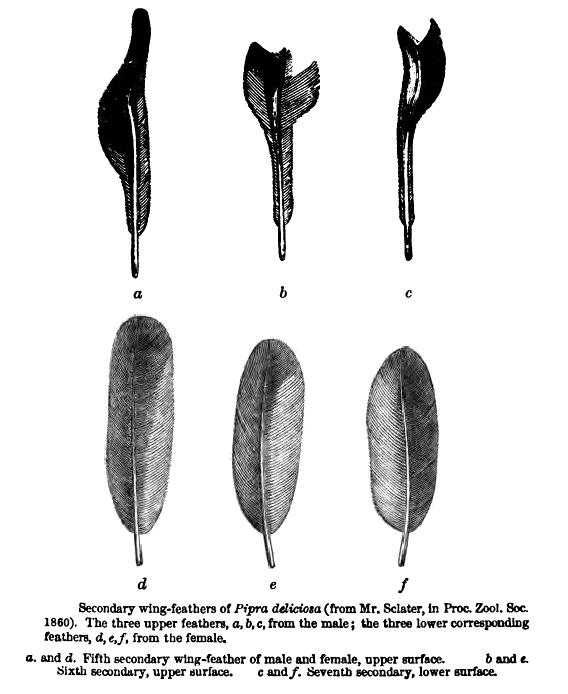
Структура перьев

Красношапочный корольковый манакин (лат. Machaeropterus deliciosus) — вид птиц из семейства Манакиновые. Примечателен тем, что его самцы в брачный период издают мелодичные звуки трением перьев — способом, подобным стрекотанию насекомых.
Орнитолог Ким Боствик, снимая птицу на видео со скоростью тысяча кадров в секунду, определила, что звук образуется при движении крыльев. Для его генерирования приспособлены пятое, шестое и седьмое второстепенные (то есть находящиеся в области предплечья) маховые перья. Кончик пятого пера жёсткий и загнут так, что может касаться стержня шестого и седьмого, а на стержне шестого в месте соприкосновения есть 6-8 бороздок. При движении крыльев перья соударяются с перьями другого крыла, трутся о перья своего крыла и вследствие этого колеблются с частотой 106—107 раз в секунду, создавая звук, похожий на звук скрипки. Птица издаёт сигналы двух типов: в одних частота основного тона составляет 1,59 кГц, а в других — 1,49 кГц. Кроме основного тона, в каждом сигнале есть несколько гармоник.
Крылья птицы имеют плотные кости, тогда как обычно кости крыла полые для облегчения полёта.

## Распространение
Ареал — влажные горные тропические леса от юго-запада Колумбии до северо-запада Эквадора.